# Maurice Sarrail

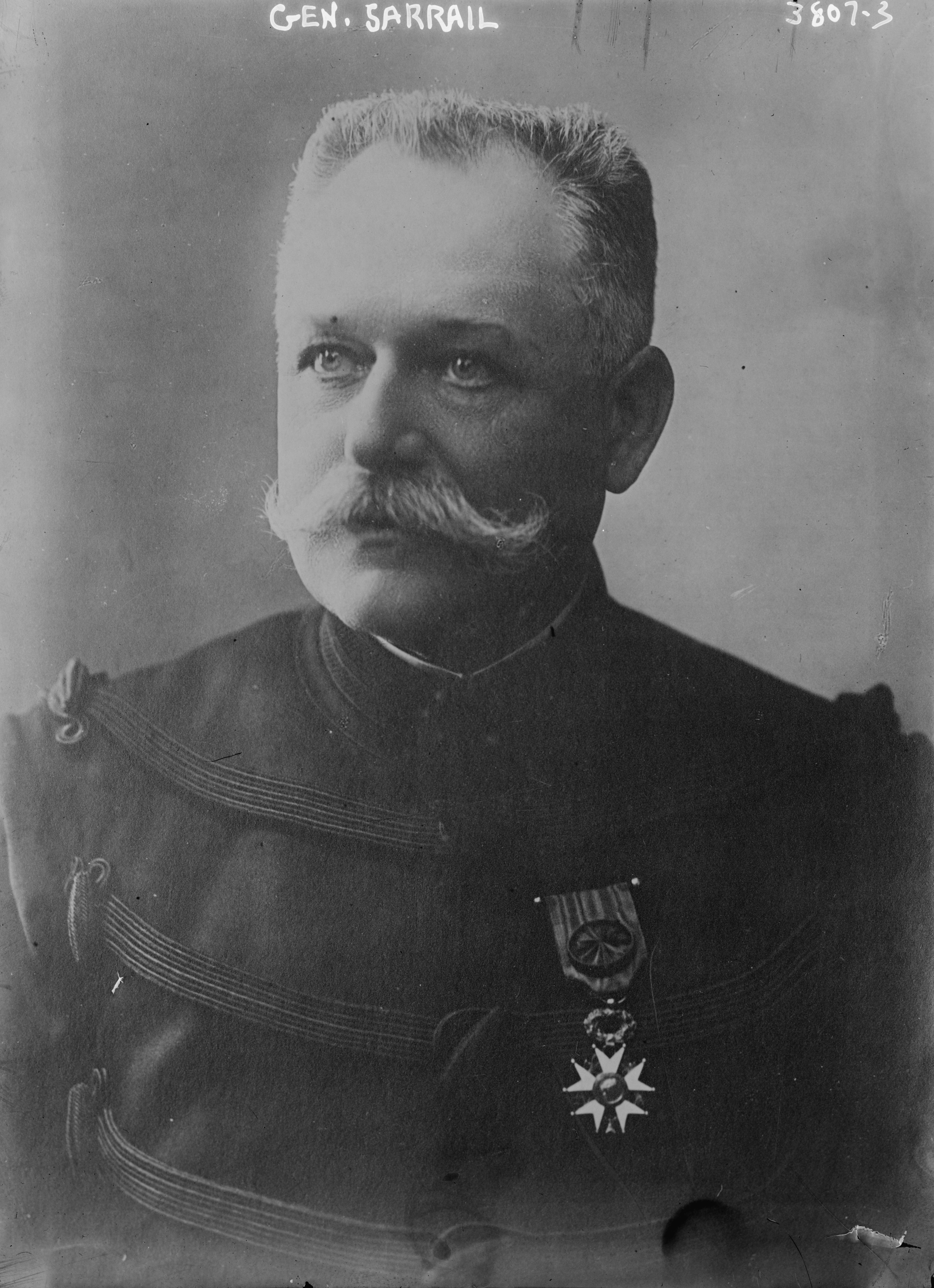
Maurice Sarrail

Paul Maurice Emmanuel Sarrail (* 6. April 1856 in Carcassonne; † 23. März 1929 in Paris) war ein französischer General des Ersten Weltkrieges. Bekanntheit erlangte er als erfolgloser Oberbefehlshaber der alliierten Heeresgruppe an der Salonikifront.

## Frühe Militärkarriere
Sarrail trat 1875 in die Militärschule Saint-Cyr ein und wählte die Ausbildung zum Infanterieoffizier. Sarrail diente bis 1877 bei der Jägertruppe in den Vogesen. 1881 nahm er als Sous lieutenant an der Expedition in Südtunesien teil, danach kämpfte er mit der Fremdenlegion in Algerien. Ab 1887 war er Captain, 1905 wurde er zum Colonel und am 25. März 1908 zum Général de brigade befördert. Zwischen Februar 1901 und Februar 1902 war er Lehrer an der Militärschule von Saint-Maixent. 1902 bis 1904 fungierte er als Ordonnanzoffizier des republikanisch gesinnten Kriegsministers General Louis Joseph André. Ab März 1907 wurde er in das Amt des Infanteriedirektors im Kriegsministerium bestellt, einige Jahre hindurch war er Kommandant der Militärgarde des Abgeordnetenhauses. Sarrail machte wegen seiner bürgerlichen Herkunft und seiner offen zur Schau getragenen sozialistischen Einstellung in der obersten Gesellschaft der Dritten Republik Frankreichs eine schnelle Karriere. Für viele Angehörige der oberen Armeeführung (die damals noch großteils adliger Herkunft waren) war der Aufstieg eines bürgerlichen Offiziers noch immer ein Ärgernis. Am 27. März 1911 wurde Sarrail zum Général de division befördert, gleichzeitig übernahm er die Führung der 12. Division und ab 1. Oktober 1913 für kurze Zeit die der 4. Division. Am 1. November 1913 übernahm er das Kommando über das VIII. Korps in Bourges und am 24. April 1914 die Führung des VI. Korps in Châlons-sur-Marne.

## Im Ersten Weltkrieg
Zu Kriegsbeginn im August 1914 wurde sein VI. Korps, das zur französischen 3. Armee unter Pierre Ruffey gehörte, im Raum Vigneulles-lès-Hattonchâtel versammelt. Es bildete dann den rechten Flügel der 3. Armee in der Schlacht bei Longwy gegen die deutsche 5. Armee und hielt Anschluss an die benachbarte Armée de Lorraine unter Joseph Maunoury. Nachdem die 3. Armee an der Linie Longwy–Montmédy über den Maas-Abschnitt zurückgedrängt worden war, erfolgte auf Befehl des Oberkommandierenden, Marschall Joffre, die Absetzung Ruffeys. Am 30. August 1914 erhielt daher General Sarrail den Oberbefehl über die 3. Armee, welche gerade in schweren Kämpfen vor den Deutschen in den Ardennen und auf den Festungsbogen von Verdun zurückging. Obwohl sein erfolgreicher Widerstand im Vorfeld der Festung Verdun der deutschen 5. Armee während der ersten Marneschlacht Einhalt gebieten konnte, blieb Sarrail in Joffres Augen ein bürgerlicher Emporkömmling.
Die verlustreichen Gefechte in den Argonnen vom 20. Juni bis 14. Juli 1915, in denen die Deutschen gegenüber der 3. Armee an Gelände gewannen bildeten schließlich den Hintergrund der Entlassung Sarrails als Armeebefehlshaber. Anlass war die Kritik General Augustin Dubails, dem Oberbefehlshaber der Östlichen Heeresgruppe und direktem Vorgesetzten Sarrails. Dessen Führung habe zu Fehlschlägen und hohen Verlusten geführt. Joffre verlangte eine detaillierte Untersuchung von Dubail, die dieser durchführte und zwei Berichte an das Große Hauptquartier schickte. Beide waren äußerst kritisch und verlangten in ihrer Schlussfolgerung die Ablösung Sarrails. Joffre kam dem am 22. Juli 1915 nach und ersetzte Sarrail durch General Georges Humbert.
Die Entlassung Sarrails wurde schnell zum Politikum, da er einer der wenigen Generale war, die der politischen Linken nahe standen. Der Abgeordnete Paul Bénazet (später Minister unter Briand) stellte daher öffentlich fest: „Sarrail ist ein Symbol, man hätte ihn nie angreifen dürfen. Ihn seiner Befehlsgewalt zu entheben, heißt, dem Parlament eine Ohrfeige zu verpassen, weil  man damit den einzigen General aus dem Republikanerlager trifft.“ Die folgenden Ernennungen Sarrails müssen vor diesem Hintergrund betrachtet werden.

### Oberbefehlshaber bei den Dardanellen und in Makedonien
Am 6. August 1915 wurde Sarrail als Nachfolger des schwer verwundeten Generals Gouraud zum Oberbefehlshaber der französischen Truppen auf Gallipoli ernannt. Als im Oktober 1915 die Mittelmächte die Offensive gegen Serbien eröffneten, schickte Frankreich dem bedrängten Verbündeten sofort Militärhilfe. Die ersten Divisionen, welche nach Saloniki verbracht wurden, waren zwei französische aus Gallipoli. Ziel war es, gegenüber dem zu den Mittelmächten getretenen Bulgarien eine neue Front aufzurichten. Das alliierte Oberkommando einigte sich auf die Bestellung des Generals Sarrail zum Oberbefehlshaber der hier neu entstehenden sogenannten Orientarmee. Der erste französische Vormarsch ging durch das Vardar-Tal nach Norden, wo er durch Gegenangriff der bulgarischen 2. Armee Anfang Dezember 1915 gestoppt wurde; die Hilfe für Serbien war zu spät angesetzt. Am 16. Januar 1916 wurde Sarrail offiziell Oberbefehlshaber aller Entente-Truppen an der neuen Salonikifront. Obwohl Griechenland 1914 wegen seines deutschfreundlichen Monarchen neutral war, musste es im Februar 1916 auf Druck Sarrails und der Royal Navy der Übernahme der Hafenstadt Saloniki durch die Alliierten zustimmen. Nach der völligen Evakuierung Gallipolis im Januar 1916 wurden Sarrails Kräfte schnell auf 80.000 Mann verstärkt. Ein britisches Korps unter General Sir Bryan Mahon und die zur Adria flüchtenden serbischen Verbände des Generals Mišić wurden seiner sich an der griechischen Nordgrenze bildenden Heeresgruppe zugeführt. Bis März 1916 verlängerte sich seine Front vom Belasica Plateau – Dojransee – über Gevgelija – Florina – durch ganz Südmakedonien über den Prespa – und Ochridasee bis nach Albanien, wo der Anschluss an das bei Valona gelandete italienische 16. Korps erfolgte. Sarrails Hauptquartier verblieb aber in Saloniki, dem einzigen Nachschubhafen seiner jetzt aus fast zehn Nationen zusammengestellten Armee. Im September 1916 erschienen auf der feindlicher Seite am heiß umkämpften Cernabogen und bei Monastir die ersten deutschen Kräfte, eine behelfsmäßig zusammengesetzte Division unter dem Kommando von Generalmajor Konrad von Hippel. Zusammen mit der bulgarischen 1. Armee wurden sie dem deutschen General Otto von Below unterstellt. Seine erfolgreichste Offensive führte im November 1916 zur Einnahme von Monastir (Bitola).
Derweilen wurde Griechenland unter seinem deutschfeindlichen Politiker Venizelos gezwungen, an der Seite der Entente in den Krieg einzutreten. König Konstantin I. wurde am 12. Juli 1917 zur Abdankung gezwungen, das Land musste den Mittelmächten den Krieg erklären und Truppen für Sarrail abgeben. Sarrails Armee wuchs dadurch auf ein inhomogenes Völkergemisch von 350.000 Soldaten an, trotzdem blieben alle weiteren Offensiven ohne großen Geländegewinn. Alle Durchbruchsabsichten Sarrails am östlichen Frontabschnitt am Doiransee, im Zentrum bei Monastir und am Cernabogen wurden 1917 vereitelt, nur wenig Gelände unter hohen Verlusten gewonnen. Die Abwehrfront der bulgarischen 1. Armee stabilisierte sich an der Linie Prespasee – Florina – Kajmakcalan – Plateau von Nidze. Am 14. Dezember 1917 erfolgte auf Druck des neuen französischen Ministerpräsidenten Clemenceau die Abberufung Sarrails aus Makedonien, General Adolphe Guillaumat übernahm die Orientarmee, blieb aber gleichfalls erfolglos.

## Lebensende
Sarrail wurde zwar am 6. April 1918 zur Disposition gestellt, aber wegen seines politischen Einflusses auch weiterhin in der Armee verwendet. 1919 kandidierte er für die Sozialisten erfolglos bei den Parlamentswahlen in Paris. Am 29. November 1924 wurde Sarrail zum Hochkommissar der Französischen Republik im Völkerbundmandat für Syrien und Libanon ernannt und ersetzte General Weygand als Oberbefehlshaber der Armée du Levant. Nach dem Aufstand der Drusen und wegen seiner brutalen Art, die Ordnung in Damaskus durch Beschießung der Stadt wiederherzustellen, wurde er nach Frankreich zurückgerufen. Sein Nachfolger in Beirut wurde General Henry de Jouvenel. Sarrail kehrte nach Frankreich zurück und verstarb 1929 an einer Lungenentzündung in Paris. Sein Herz wurde im Invalidendom beigesetzt.